# Runenstein von Skokloster

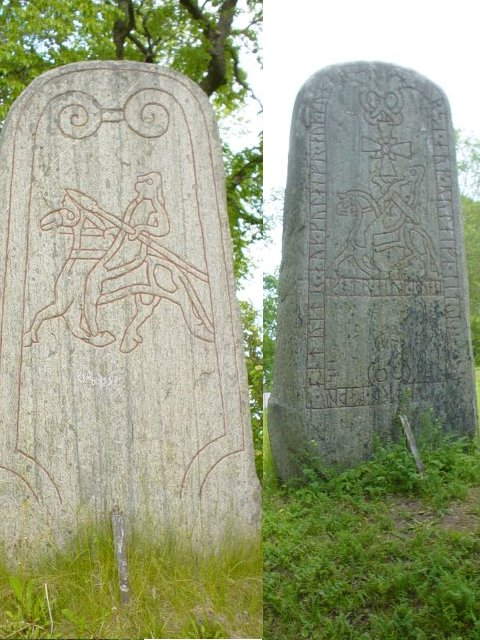
Runenstein von Skokloster

Der Runenstein von Skokloster (Rundata U 678) bei der Kirche von Skokloster in der Gemeinde Håbo in Uppland in Schweden ist einer der seltenen Runenbildsteine. Der Runenstein zeigt oben eine Trollmaske, ein Kreuz und das künstlerische Bild eines Reiters der Wikingerzeit (800–1050 n. Chr.), das wahrscheinlich von kontinentalen Darstellungen inspiriert wurde (z. B. vom Reiterstein von Hornhausen). Woher der Skokloster-Stein ursprünglich stammt, ist unbekannt.
Der große, auf beiden Seiten geschnitzte Runenstein steht auf einem Hügel östlich der Kirche. Johannes Bureus (1568–1652), der erste Runenforscher Schwedens, hat sich mit dem Text beschäftigt. Er lautet: „Andvätt und Gullev und Gunnar und Horse und Rolev ließen den Stein machen nach Tord, ihrem Vater. Fot ritzte die Runen“.
Offenbar stammt die Inschrift von einem der führenden Runenmeister (urnordisch Erilaz; neuschwedisch Runristare) Fot, der noch sieben andere Steine signierte. Die Ornamentik stammt nicht von ihm, aber die Runen und die Sicherheit der Linien sind es. Den archaischen Stil der Reiterdarstellungen auf der Vorder- und Rückseite begründen mache Forscher damit, dass Fot einen älteren Bildstein verwendete und nur das Runenband um das Thema schuf. Dies ist jedoch unwahrscheinlich, obwohl das Reiterbild der Kunst des 7. und 8. Jahrhunderts zugeordnet werden kann. Es gibt eine Bronzearbeit des 7. Jahrhunderts von Veggerslev in Dänemark und eine Darstellung auf einem gotländischem Bildstein, die ähnlich aussehen. 
Die Rückseite des Steins sieht aus wie ein Runenstein, der auf seine Beschriftung wartet. Einige Forscher glauben, dass die Seite unfertig ist. Der Unterschied besteht darin, dass der Reiter auf der Vorderseite ein Schwert trägt, während der auf der Rückseite eine Lanze trägt. 
Zu Bureus’ Zeit lag der Stein im Boden der Kirche; er war über die Jahre abgenutzt worden. Auch Anders Celsius (1701–1744) sah den Stein im Jahr 1727 an diesem Platz. Als Carl Fredrik Rothlieb (1783–1835) im Jahre 1819 darüber schrieb, sah er die Rückseite, so dass der Stein gedreht worden sein muss. In den 1860er Jahren kam Richard Dybeck (1811–1877) während einer seiner Reisen nach Skokloster und ließ den Stein aus dem Boden entfernen. Den heutigen Standort erhielt er in den 1890er Jahren. 
Der Reiterstein weist Parallelen zu dem viel älteren Möjbrostein und einem der Runensteine der Ålum Kirke auf.